# Lily Pons

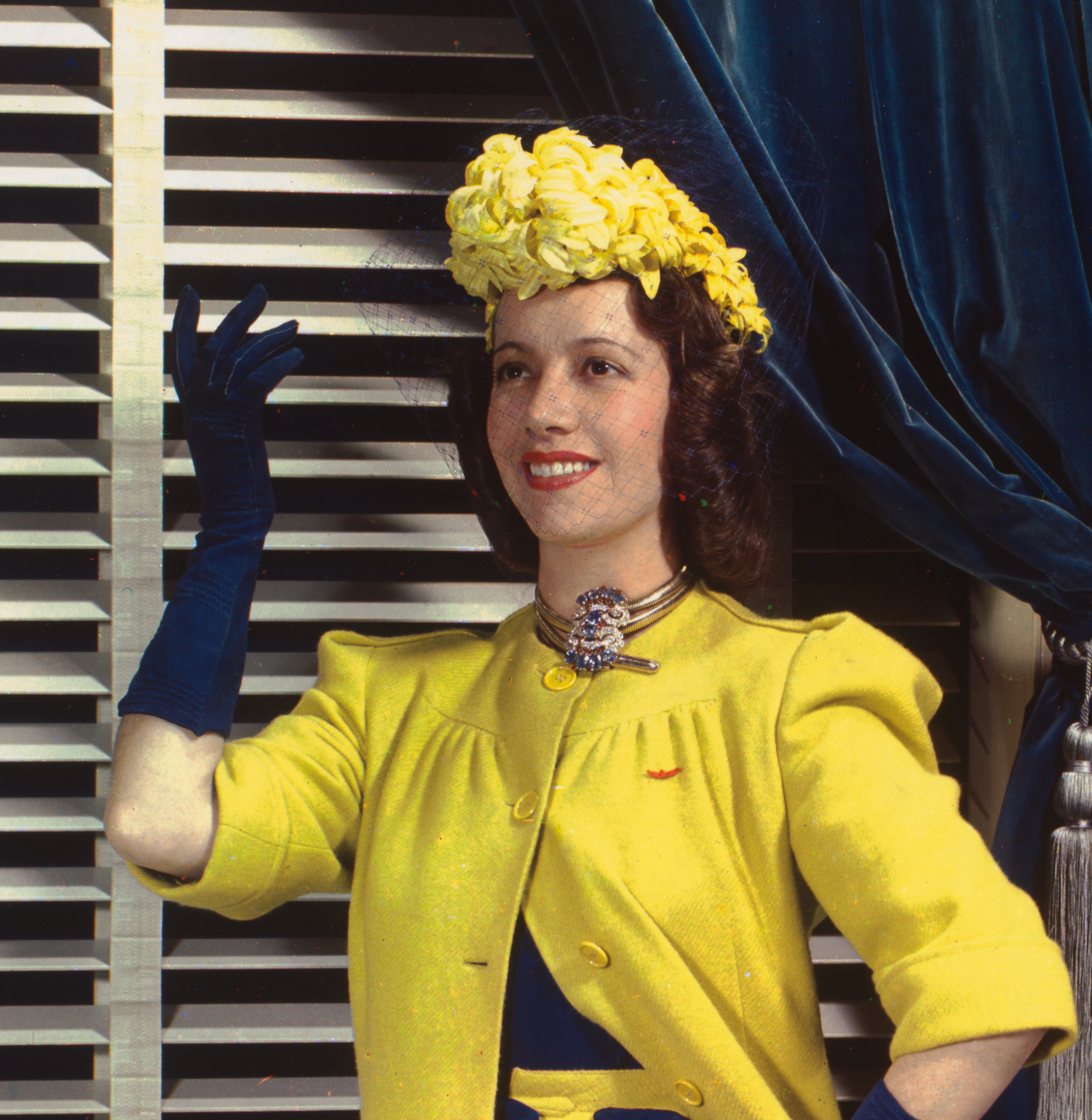
Lily Pons (1941)

Alice-Joséphine Pons (* 12. April 1898 in Draguignan bei Cannes; † 13. Februar 1976 in Dallas) war eine französisch-US-amerikanische Opernsängerin (Koloratursopran) und Filmschauspielerin.

## Leben
Lily Pons wurde 1898 im südfranzösischen Draguignan geboren und begann zunächst eine Ausbildung als Konzertpianistin, ehe sie ins Gesangsfach wechselte. Nach Engagements am Théâtre des Variétés in Paris und an französischen Provinzbühnen debütierte sie im Jahr 1927 als Lakmé in der gleichnamigen Oper von Léo Delibes am Stadttheater Mülhausen. 1930 kam sie nach Amerika, wo sie ein Jahr später als Lucia di Lammermoor in der gleichnamigen Oper von Donizetti an der Metropolitan Opera in New York debütierte. Lily Pons blieb der Met 30 Jahre lang bis 1961 verbunden und trat in 280 Aufführungen auf. Daneben gab sie Gastspiele an zahlreichen Opernbühnen in aller Welt. Besondere Beachtung fand ihr Koloraturgesang. 1972 gab sie einen vielbeachteten Liederabend in der Philharmonie des Lincoln Centre.
In den 1930er Jahren spielte sie in einigen mittelmäßigen Hollywoodfilmen für RKO in dem Versuch, sie als Antwort auf Grace Moore aufzubauen. In Hitting a New High musste sie sogar als Oogahunga, the Bird-Girl auftreten. Ab 1938 war Lily Pons mit dem amerikanischen Dirigenten André Kostelanetz verheiratet.
Marlene Dietrich bestätigte, dass Lily Pons im Zweiten Weltkrieg als einzige Sängerin außer ihr in der französischen Front gegen die deutsche Besatzungsmacht auftrat.
Lily Pons starb 1976 in Dallas und fand auf dem Cimetière du Grand Jas in Cannes ihre letzte Ruhestätte. In Maryland gibt es ihr zu Ehren die Stadt Lilypons.

## Filmografie
- 1935: I Dream Too Much
- 1936: That Girl from Paris
- 1937: Hitting a New High
- 1947: Carnegie Hall (Verfilmte Revue ohne eigentliche Handlung)